# Clare Boylan
Œuvres principales
Holy Pictures (1983), Last Resorts (1984), Black Baby (1988) ou encore Beloved Stranger (1999),Room for a Single Lady (1997)
Clare Boylan, née le 21 avril 1948 à Dublin et décédée le 6 mai 2006, est une autrice, journaliste et critique irlandaise pour des journaux, des magazines et de nombreux médias audiovisuels internationaux.

## Biographie
Clare Boylan est la fille de Patrick Boylan et Evelyn Boylan, née Selby. Sa carrière de journaliste débute à The Irish Press. En 1974, elle remporte le prix de la journaliste de l'année alors qu'elle travaille pour The Evening Press. Elle se marie avec le journaliste Alan Wilkes rencontré à The Evening Press. À partir de 1981, elle édite le magazine Image, avant d'abandonner le journalisme pour se consacrer à une carrière d'autrice en 1984,.
Nombre de ses écrits s'inspirent de la pensée féministe,. Ses œuvres lui valent d'être membre de l'Aosdána, académie du Conseil des arts irlandais qui rassemble des artistes de création en Irlande.
À la fin de sa vie, Clare Boylan s'installe dans le comté de Wicklow avec son mari, Alan Wilkes. Elle décède à l'âge de 58 ans après une longue lutte contre un cancer des ovaires.

## Carrière littéraire
Clare Boylan est l'autrice de Holy Pictures (1983), Last Resorts (1984), Black Baby (1988) ou encore Beloved Stranger (1999). L'ouvrage Room for a Single Lady édité en 1997 a remporté un Spirit of Light Award. En 2003, elle publie Emma Brown, un pastiche de Emma, un manuscrit de Charlotte Brontë, laissé inachevé à sa mort en 1855,.
Les nouvelles de Clare Boylan sont rassemblées dans A Nail on the Head (1983), Concerning Virgins (1990) et That Bad Woman (1995). Le film Making Waves de Jenny Wilkes, basé sur la nouvelle Some Ladies on a Tour, est nommé dans la catégorie Meilleur court métrage en prises de vues réelles aux Oscars du cinéma en 1988.
Parmi ses ouvrages non romanesques se distinguent les ouvrages The Agony and the Ego (1994) et The Literary Companion to Cats (1994),. Elle a également écrit des introductions aux romans de Kate O'Brien et Molly Keane, et a adapté le roman Good Behaviour de Molly Keane sous forme de feuilleton classique pour BBC Radio 4 en 2004,. L'œuvre littéraire de Clare Boylan a été traduite jusqu'en Russie et à Hong Kong.

### Ouvrages en français
- Une suite au Finbar's hôtel, Eílís Ní Dhuibhne, Kate O'Riordan, Deirdre Purcell, Clare Boylan, Maeve Binchy, Emma Donoghue et Anne Haverty, traduction de Florence Lévy-Paoloni, Losfeld Joelle, 264p, 2020,  (ISBN 2844120660)